# Kai Kristiansen
Kai Kristiansen (født 1929) er en dansk møbeldesigner. 
Kai Kristiansen blev udlært som møbelsnedker i 1949, hvorefter han studerede på Det Kongelige Danske Kunstakademi under Kaare Klint. Han startede egen tegnestue i 1955, hvor han samarbejdede med mange danske møbelproducenter.
Nogle af Kristiansens mest kendte møbler er stolene Model 42 (Z-stolen), Model 31, Model 121 (loungestol) og reolen FM Reolsystem.